# ری بلومفیلد
ری بلومفیلد (انگلیسی: Ray Bloomfield؛ زادهٔ ۱۵ اکتبر ۱۹۴۴) ورزشکار فوتبال اهل بریتانیا است.
از باشگاه‌هایی که در آن بازی کرده‌است می‌توان به باشگاه فوتبال استون ویلا و باشگاه فوتبال آرسنال اشاره کرد.